# Esel in der Löwenhaut

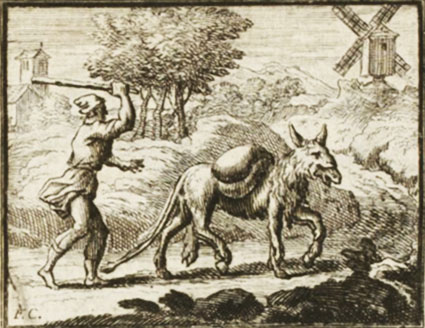
Der Esel in der Löwenhaut (La Fontaine)

Das Thema vom Esel in der Löwenhaut wurde seit der Antike mehrfach in der Literatur verarbeitet. Die Geschichte erzählt, wie ein Esel mit einer Löwenhaut verkleidet, anderen einen Schrecken einzujagen versuchte. Erst glauben die Menschen und Tiere seiner Umgebung tatsächlich einen echten Löwen vor sich zu haben. Doch dann verrät der Esel sich durch seine typischen Attribute. Die Freude des Esels über den höheren gesellschaftlichen Status hält daher nicht lange an. Im Gegenteil, in einer Reihe von teils stark variierenden Geschichten wird er schmerzlich aufs Neue daran erinnert, auf der niedrigsten sozialen Stufe zu stehen, nicht nur rechtlos, sondern auch dumm und einfältig zu sein.
Die indische Jataka kennt eine Erzählung über den Esel eines armen Hausierers, der ihm ein Löwenfell überzieht, damit der Esel auf den Feldern der Nachbarn sich unbesorgt sattfressen kann, da er für ein gefährliches Raubtier gehalten wird. Als die Bauern jedoch mit  Stöcken und Trommeln einen fürchterlichen Lärm machen, um den vermeintlichen Löwen von ihren Feldern zu vertreiben, gerät der Esel in Panik und verrät sich durch sein Angstgeschrei. Die Menschen schlagen ihn mit ihren Stöcken tot. Dem indischen Esel kam weder Glück noch Gnade zuteil. Die gleiche Geschichte ist auch in der altindischen Dichtung Panchatantra zu finden, wo aber der Esel das Fell eines Tigers übergezogen bekommt. Die bekanntesten griechischen Fabeln wurden anscheinend größtenteils aus dem Indischen übernommen, was dadurch bewiesen werden kann, dass viele Fabeln Äsops (darunter auch die Fabel vom Esel in der Löwenhaut) sowohl in der Panchatantra als in der Jataka enthalten sind.
In Äsops Fabel will der Esel mit dem Löwenfell den Fuchs erschrecken, dieser aber erkennt den Esel an seinem Geschrei. Hier argumentiert die Lehre, dass manch einer ohne Bildung sich durch Äußerlichkeit bemüht etwas herzumachen, entlarvt sich dann aber durch seinen Redefluss.
Bei Alexander Neckam bezieht sich die Moral in herrschaftsaffirmativer Weise auf die Opposition zwischen Bauer und Esel und somit auf den Gegensatz zwischen Herrn und Knecht: der Bauer droht dem Esel zur Strafe noch ein weiteres Bündel aufzubürden. Eine konfessionelle Färbung erhielt die Fabel vom Esel in der Löwenhaut durch Erasmus Alberus in seiner Flugschrift Papstesel (wo der Papst in der „tollen Pracht der Löwenhaut, die Menschen all zu Narrn gemacht“, bis Luther sie ihm abzog). Bekannt ist auch die französische Version der Fabel L’Âne vêtu de la peau du lion von 1668 von Jean de La Fontaine.

## Rezeption

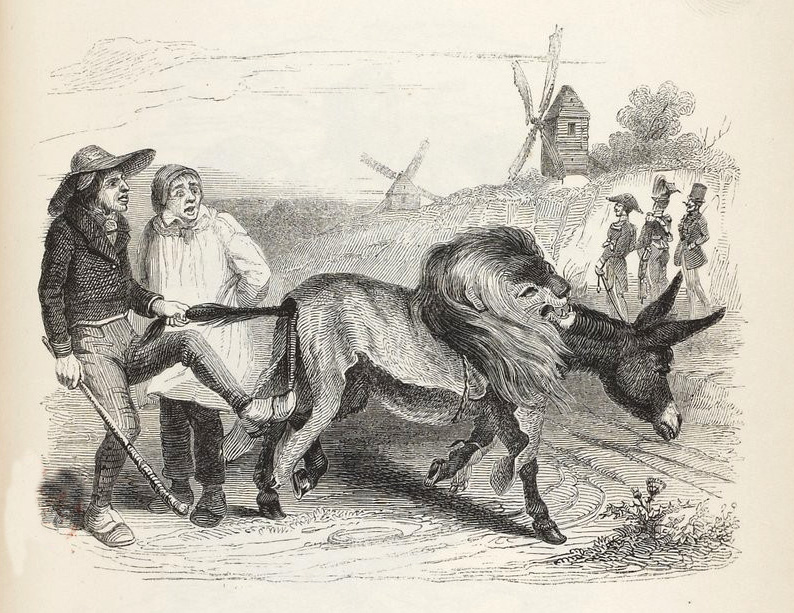
Der Esel verrät sich als Distelfresser (Zeichnung von Grandville)

Die sprichwörtliche Bedeutung des Esels in der Löwenhaut verwendete beispielsweise der Philosoph Max Stirner, um das Bild vom Staat als zu konterkarieren: „Diese Löwenhaut des Ichs muss Ich, der Ich wirklich Ich bin, dem stolzierenden Distelfresser abziehen.“ Der französische Buchillustrator Grandville zeichnete den Esel passend für La Fontaines Fabel, wie er den Disteln nicht widerstehen kann, und während er sie zu fressen beginnt, verrutscht das Löwenfell auf seinem Rücken und bringt seinen Betrug ans Licht.
Der Philosoph Paul Henri Thiry d’Holbach erklärte, unter Hinweis auf den Esel in der Löwenhaut, die Bemühungen des Theismus, den Gebrauch anthropomorpher Gottesprädikate zu vermeiden, für ein leicht durchschaubares Manöver: „O théologiens! Vous avez fait de vains efforts pour affranchir votre Dieu de tous les defauts de l'homme, il est toujours reste ä ce Dieu si parfait, un bout de l 'oreille humaine.“
Joachim Oudaan (1628–1692), niederländischer Schriftsteller und Illustrator, drückte in einem Trauerspiel seine Auflehnung gegen die Befehlsgewalt der Regenten aus, deren Anspruch diesen weder durch ihre Herkunft noch durch ihr politisches Vermögen zukommt: „Dan zal in dezen Leeuw de Ezel zich ontdekken, die nu zoo lang, zoo trots, zich met den leeuwenhuit bekleed heeft.“ (Dann wird in diesem Löwen der Esel sich entdecken, der sich schon so lange, so stolz, mit der Löwenhaut bekleidet hat).